# Droga wojewódzka nr 801

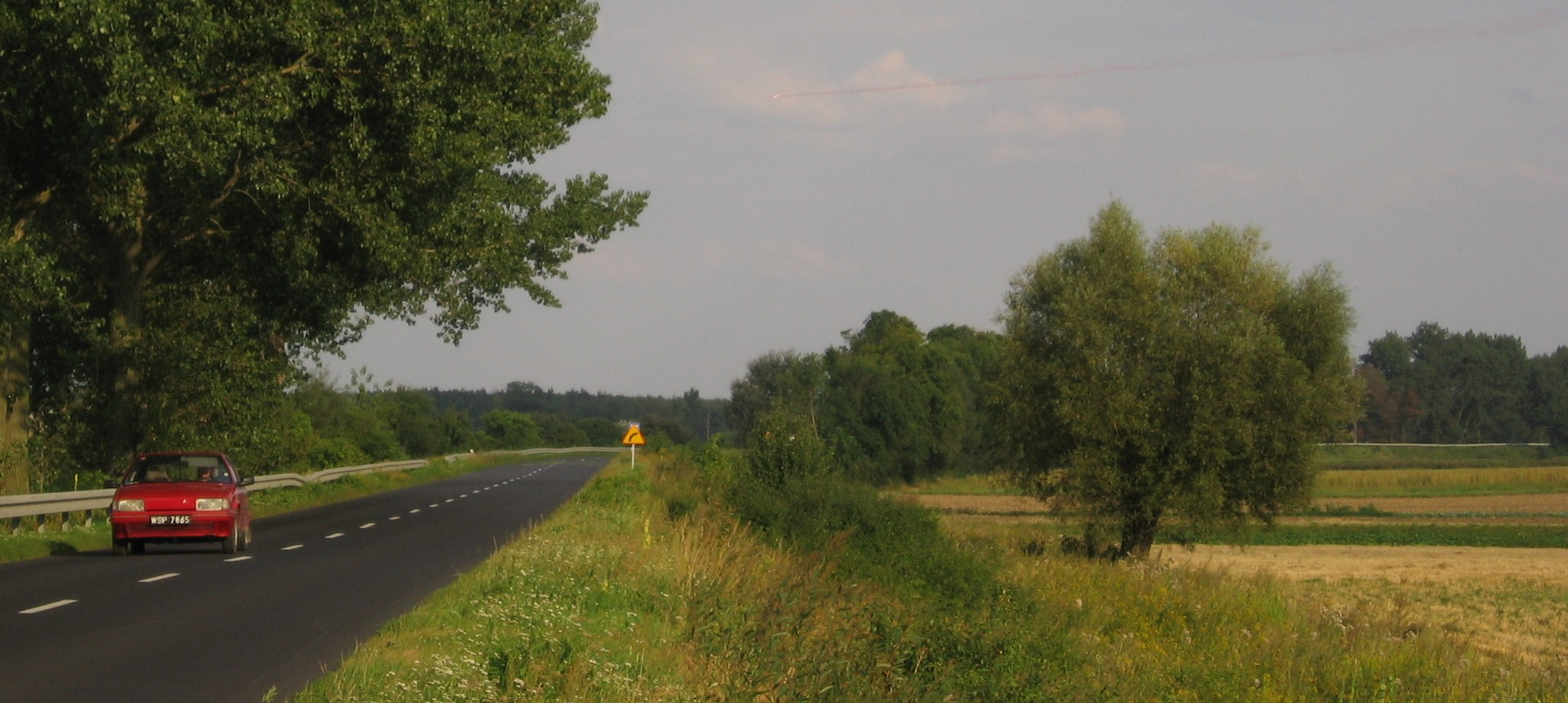
Droga 801 między Borową a Matygami, położona na koronie wału przeciwpowodziowego

Droga wojewódzka nr 801 (DW801) – droga wojewódzka klasy G w województwach: mazowieckim i lubelskim o długości 124 km, łącząca Warszawę z Puławami, zwana w regionie Trasą Nadwiślańską. Droga przebiega przez 5 powiatów: miasto Warszawa, otwocki (miasto Józefów, miasto Otwock, gmina Karczew i gmina Sobienie-Jeziory), garwoliński (gminy: Wilga i Maciejowice), rycki (gmina Stężyca i miasto Dęblin) i puławski (gmina wiejska Puławy, miasto Puławy). Trasa na odcinku od Józefowa do Piotrowic ma utwardzone pobocza.
Na mapach i atlasach samochodowych wydawanych od lat 50. do lat 70. na sporym odcinku trasa oznaczana była jako droga lokalna lub gruntowa.
Przez długi czas punktem końcowym arterii w Warszawie był węzeł Wału Miedzeszyńskiego z Trasą Łazienkowską. 1 stycznia 2014 roku na mocy uchwały sejmiku województwa została przedłużona o co najmniej 12 km do Trasy Mostu Marii Skłodowskiej-Curie.

## Historia numeracji
- przed 1986 rokiem: droga państwowa nr 120[9]
- w latach 1986–1999/2000[a]: droga krajowa nr 801[10]
- od 1999/2000[a]: droga wojewódzka nr 801

## Dopuszczalny nacisk na oś
Od 13 marca 2021 roku na drodze dozwolony jest ruch pojazdów o nacisku pojedynczej osi napędowej do 11,5 tony z wyjątkiem określonych miejsc oznaczonych znakiem zakazu B-19.

### Do 13 marca 2021
Przed 2021 rokiem na całej długości drogi był dopuszczalny ruch pojazdów o nacisku na pojedynczą oś do 8 ton, dawniej do 10 ton.

## Miejscowości leżące przy trasie DW801
- Warszawa
- Józefów
- Otwock
- Karczew
- Otwock Mały
- Piotrowice
- Dziecinów
- Radwanków Szlachecki
- Sobienie-Jeziory
- Sobienie Kiełczewskie Drugie
- Sobienie Kiełczewskie Pierwsze
- Nowy Zambrzyków
- Celejów
- Wilga
- Skurcza
- Tarnów
- Ruda Tarnowska
- Bączki
- Samogoszcz
- Podłęż
- Domaszew
- Podoblin
- Maciejowice
- Uchacze
- Pawłowice
- Piotrowice
- Długowola
- Stężyca
- Dęblin
- Borowa
- Matygi
- Gołąb
- Wólka Gołębska
- Puławy